# Jahzir Bruno
Jahzir Kadeem Bruno (* 18. Juli 2009 in Atlanta, Georgia) ist ein US-amerikanischer Schauspieler. Er ist bekannt für seine Rollen in den Filmen Hexen hexen  und The Christmas Chronicles 2 sowie seine Darstellung als Clyde McBride in Willkommen bei den echten Louds. Seine Schwester heißt Mireya Bruno.

## Leben und Karriere
Jahzir Kadeem Bruno hatte 2020 seinen Durchbruch mit der Rolle des Hero Boy in Hexen hexen, einem Remake von Roald Dahls gleichnamigem Roman aus dem Jahr 1983. Die New York Times beschrieb ihn als „lieblich einfühlsam“; die BBC fand ihn „lebhaft“, und er und Co-Star Octavia Spencer seien „ein sehenswertes ungleiches Leinwandpaar“, das aber von Anne Hathaway, die die Oberhaushexe spielt, in den Schatten gestellt würde. Brunos Leistung wurde für den NAACP Image Award für herausragende bahnbrechende Leistungen nominiert. Im selben Jahr spielte Bruno Jack in der Netflix-Serie The Christmas Chronicles 2. Deadline Hollywood erklärte, er verleihe dem Film „die nötige Niedlichkeit“.
Im Jahr 2021 wurde Bruno als Clyde McBride in der Realverfilmung von Willkommen bei den echten Louds mit dem Titel A Loud House Christmas besetzt. Später wiederholte er die Rolle in dem Live-Action-TV-Spinoff mit dem Titel „Willkommen bei den echten Louds“ sowie in der ersten Hälfte der sechsten Staffel von Willkommen bei den Louds (bevor die Synchronsprecherrolle aufgrund von Brunos Engagement für die Realserie an Jaeden White neu besetzt wurde).